# Піаніст

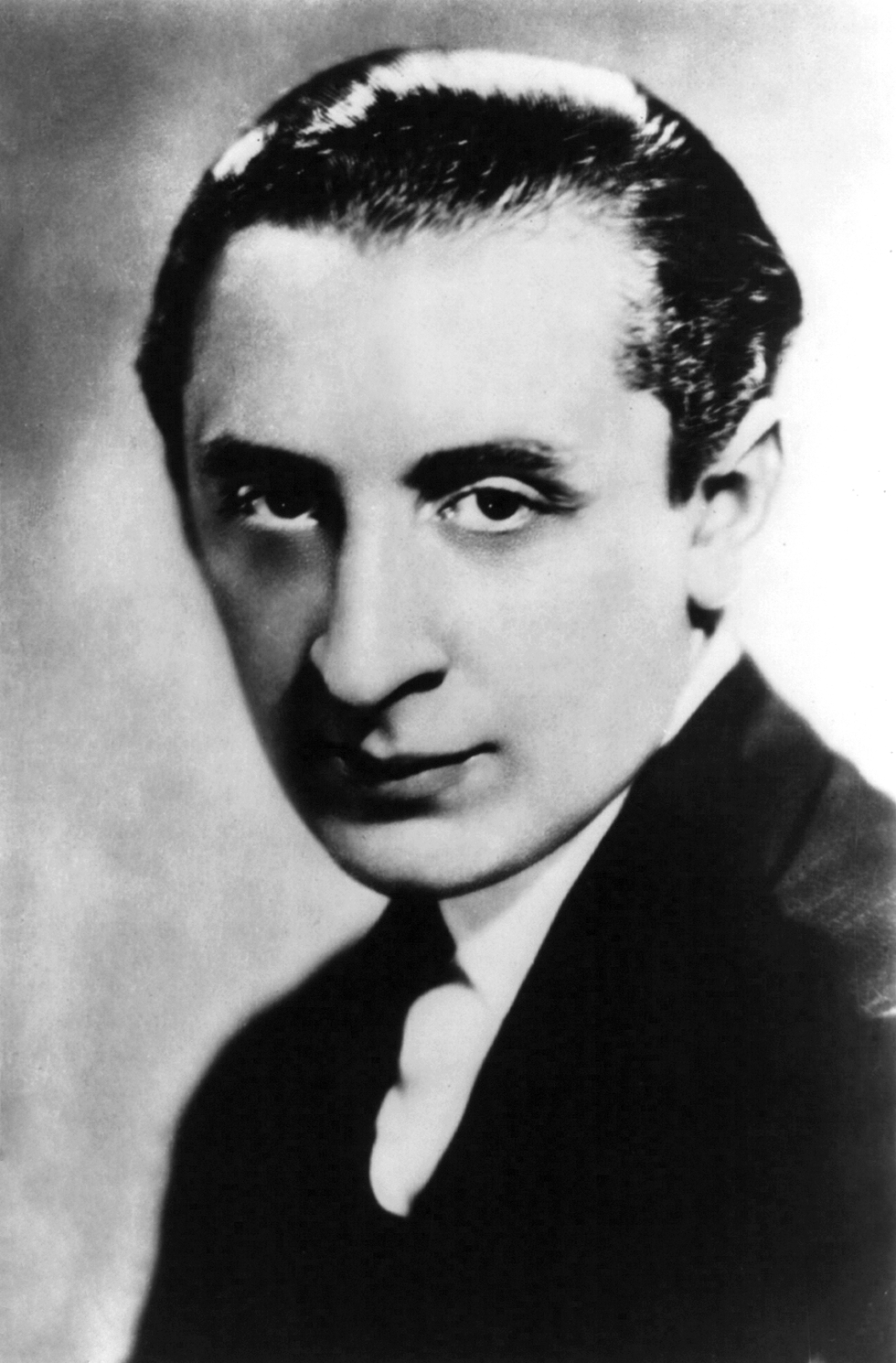
Український піаніст Володимир Горовиць

Піанíст, піанíстка — музикант, який виконує твори на фортепіано. Професійні піаністи можуть виступати як самостійні виконавці, грати у складі камерного ансамблю, у супроводі оркестру, акомпанувати одному або декільком музикантам. Іноді піаністи виступають у складі фортепіанного ансамблю, виконуючи твори, написані для двох фортепіано або для фортепіано в 4 руки. Існують також твори, написані для виконання на фортепіано в 6 рук (напр. С. Рахманінов, 2 п'єси для фортепіано в 6 рук (1890-91), Шмітц М. Mini jazz 3. 13 легких п'єс для фортепіано в 6 рук та інші).
Часто піаністи починають навчання гри на фортепіано в ранньому дитинстві (з 3-4 років). Професійну освіту сучасні піаністи отримують в спеціалізованих музичних навчальних закладах, наприклад консерваторіях, де працюють спеціалізовані фортепіанні факультети. Виключно важливу роль у навчанні грі на фортепіано мають індивідуальні зайняття з учнем, при цьому важливим завданням вчителя є особистісний підхід до учня. Дисципліна, що вивчає принципи викладання гри на фортепіано, називається фортепіанною педагогікою. Мистецтво гри на фортепіано називають піанізмом. Окрім того, на фортепіанних факультетах консерваторій викладають сольфеджіо, гармонію, історію музики та фортепіанного мистецтва, поліфоніяю, аналіз музичних форм.
Багато знаменитих композиторів були водночас і видатними піаністами. Серед них Ф. Шуберт, В. А. Моцарт, Л. ван Бетховен, Ф. Ліст, Ф. Шопен, Р. Шуман, Й. Брамс, С. Рахманінов, українські композитори М. Лисенко, В. Косенко, С. Прокоф'єв. Часто піаністи спеціалізуються на виконанні музики певної епохи або стилю.

## Видатні українські піаністи
- Володимир Горовиць
- Олексій Ботвінов
- Вікторія Єрмольєва
- Генріх Нейгауз
- Олександр Слободяник
- Еміль Гілельс
- Любка Колесса